# Inselzelladenom
Das Inselzelladenom (Synonyme: Nesidiom, Nesidioblastom, Adenoma insulocellulare) ist eine sehr seltene, gutartige Geschwulst des Inselorgans der Bauchspeicheldrüse. Es kann von unterschiedlichen Zelltypen ausgehen. Meist ist es hormonell aktiv und verursacht dann entsprechende klinische Symptome. Tumoren mit fehlender hormoneller Aktivität (klinisch stumm) werden in manchen Fällen als bloßer Zufallsbefund bei etwa einer von hundert Obduktionen gefunden.

## Verwendung des Begriffes
Der Begriff „Inselzelladenom“ bezeichnet grundsätzlich einen gutartigen Tumor aus der Gruppe der gastroenteropankreatischen neuroendokrinen Tumoren (Typ 1a).
Die Dignität (ob gut- oder bösartig) von Tumoren des Inselorgans kann jedoch letztlich erst im Sinne einer Bösartigkeit definitiv festgestellt werden, wenn Metastasen auftreten. Daher wird auch vorgeschlagen, für Tumoren dieses Ursprunges allgemein den neutralen Begriff „Inselzelltumoren“ zu verwenden. Nachweislich bösartige Tumoren dieses Ursprunges werden als Inselzellkarzinome bezeichnet.

## Systematik
Zu den Inselzelladenomen zählen das Insulinom (von den β-Inselzellen ausgehend, daher insulinproduzierend), das Glucagonom (von den α-Inselzellen ausgehend, daher glucagonproduzierend) und das Gastrinom (gastrinproduzierender Tumor, der in 80 % aller Fälle im Pankreas sitzt und Ursache des Zollinger-Ellison-Syndroms ist). Die VIP-produzierende Form wird auch als Vipom (Syn. VIPom, D1-Tumor – ist Ursache des Verner-Morrison-Syndrom) bezeichnet. Inselzelladenome zählen zu den „neuroendokrinen Tumoren“ (GEP-NET – gastroenteropankreatischer neuroendokriner Tumor).

## Sonstiges
Die Inselzelladenome sind sehr selten, ihre Inzidenz beträgt weniger als 1:100 000. Im allgemeinen Obduktionsgut liegt sie bei 0,4–1,5 %. In der Literatur wird der Oberbegriff Inselzelladenom in manchen Fällen auch gleichbedeutend mit Insulinom (Inselzelltumor) verwendet. Inselzelladenome können im Rahmen einer multiplen endokrinen Neoplasie Typ 1 auftreten.

## Historische Literatur
- A. G. Nicholls: Simple adenoma of the pancreas, arising from an island of Langerhans. In: Journal of Medical Research, Band 3, 1902, S. 385 ff.
- Ferdinand Sauerbruch: Die chirurgische Behandlung der durch Inseladenome bedingten hypoglykämischen Zustände. In: Schweiz. Medizinische Wochenschrift, Band 70, 1940, S. 25 ff.
- J. V. Verner, A. B. Morrison: Islet Cell Tumor and a Syndrome of retractory water diarrhoe and hypokalaemia. In: American Journal of Medicine, Band 25, 1958, S. 374 ff.